# Ченжа (приток Тукши)
Ченжа — река в России, протекает по Вытегорскому району Вологодской области и Подпорожскому району Ленинградской области.
Исток — озеро Нижнее Ченжозеро в Вытегорском районе, северо-западнее озера Матимозеро. Течёт на запад, пересекает границу областей, после чего делает петлю и возвращается в Вологодскую область, где впадает в Тукшу с правого берега, в 36 км от устья последней. Длина реки составляет 12 км.
Ближайшие населённые пункты — Курвошский Погост и Ручей — находятся в 7 км в северо-востоку от истока реки.

## Данные водного реестра
По данным государственного водного реестра России относится к Балтийскому бассейновому округу, водохозяйственный участок реки — Свирь, речной подбассейн реки — Свирь (включая реки бассейна Онежского озера). Относится к речному бассейну реки Нева (включая бассейны рек Онежского и Ладожского озера).
Код объекта в государственном водном реестре — 01040100812102000013000.